# Lichtenštejnsko na Letních olympijských hrách 2004
Lichtenštejnsko se účastnilo Letních olympijských her 2004 a zastupoval ho 1 sportovec v 1 sportu (1 muž), který byl i vlajkonošem výpravy. Tímto mužem byl sportovní střelec Oliver Geissmann. Medaili se mu na hrách získat nepodailo.

## Disciplíny

### Střelba
25letý Oliver Geissmann byl jediným reprezentantem Lichtenštejnska startujícím na hrách v Athénách. Šlo o jeho druhý olympijský start. Nastoupil do kvalifikace závodu na 10 m vzduchovou puškou, ve které získal 591 bodů. Tento výsledek na postup do finále nestačil a celkově se umístil na děleném 22. místě.
| Sportovec        | Disciplína                   | Kvalifikace | Kvalifikace | Finále            | Finále            |
| Sportovec        | Disciplína                   | Body        | Pořadí      | Body              | Pořadí            |
| ---------------- | ---------------------------- | ----------- | ----------- | ----------------- | ----------------- |
| Oliver Geissmann | Vzduchová puška na 10 m mužů | 591         | = 22.       | nekvalifikoval se | nekvalifikoval se |